# Južnoazijska asocijacija regionalne suradnje
Južnoazijska asocijacija regionalne suradnje (eng. South Asian Association for Regional Cooperation - SAARC) regionalna je međuvladina organizacija i geopolitička unija država južne Azije. Zemlje članice su: Afganistan, Bangladeš, Butan, Indija, Maldivi, Nepal, Pakistan i Šri Lanka. SAARC čini 3% svjetske kopnene površine, 21% svjetske populacije i 3,8% (2,9 milijardi amerićkih dolara) globalnog gospodarstva po podacima 2015. godine
Južnoazijska asocijacija regionalne suradnje osnovana u Dhaki u Bangladešu 8. prosinca 1985. Njeno tajništvo nalazi se u Katmanduu u Nepalu. Organizacija promiče razvoj gospodarske i regionalne integracije, koje su pokrenute u južnoazijskom području slobodne trgovine 2006. godine. SAARC održava stalne diplomatske odnose u Ujedinjenim narodima kao promatrač i razvila je veze s multilateralnim subjektima, uključujući Europsku uniju.
Države članice SAARC-a utemeljile su specijalizirana tijela SAARC-a u državama članicama koja imaju posebne mandate i strukture različite od regionalnih centara. Ovim tijelima upravljaju njihovi upravni odbori sastavljeni od predstavnika svih država članica, predstavnika glavnog tajnika SAARC-a i Ministarstva vanjskih poslova vlade domaćina. Čelnici ovih tijela djeluju kao članovi tajnici Upravnog odbora koji izvještava Programski odbor SAARC-a.
Trajni mir i prosperitet u Južnoj Aziji nedostižni su zbog raznih sukoba koji su u tijeku u regiji. Politički dijalog često se vodi na marginama sastanaka SAARC-a koji se suzdržavao od miješanja u unutarnja pitanja svojih država članica. Tijekom 12. i 13. samita SAARC-a, veliki je naglasak stavljen na veću suradnju između članica SAARC-a u borbi protiv terorizma.